# Mohammed Eldin
Mohammed Sheikh Eldin (ur. 19 marca 1985) – piłkarz sudański grający na pozycji pomocnika. Jest zawodnikiem klubu Al-Nil Al-Hasahesa.

## Kariera klubowa
Eldin jest zawodnikiem klubu Al-Nil Al-Hasahesa.

## Kariera reprezentacyjna
W reprezentacji Sudanu Eldin zadebiutował w 2011 roku. W 2012 roku został powołany do kadry na Puchar Narodów Afryki 2012.